# Laconicum

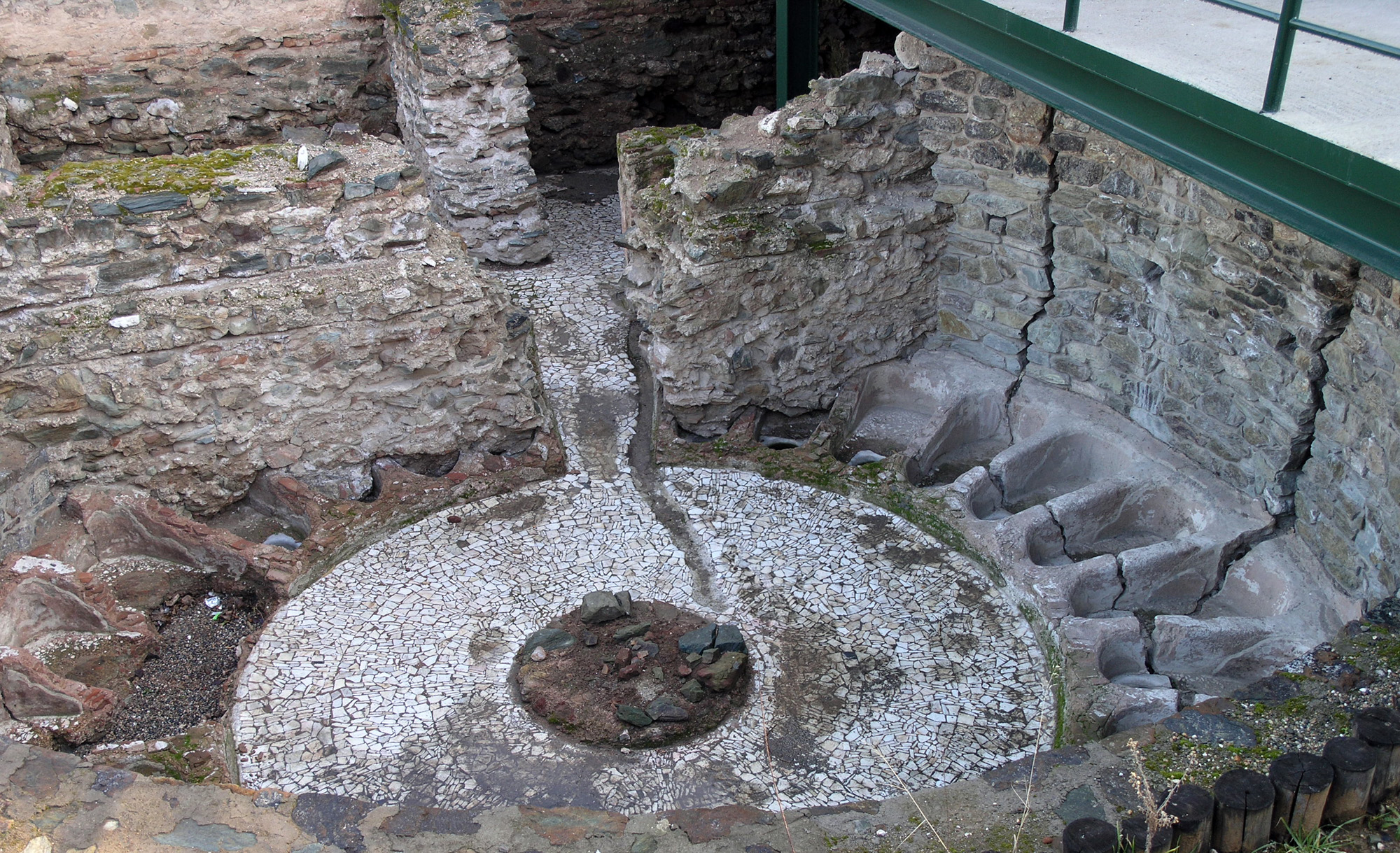
Resti del
pyriaterion/laconicum dei bagni ellenistici, presenti sul lato sud-est del antica Agorà di Thessaloniki, distrutto nel 78 d. C.

Il laconicum, costruzione di origine spartana da cui ne proviene il nome,  era un ambiente di forma circolare con vasca centrale rivestita in marmo e nicchie lungo le pareti perimetrali, queste erano solitamente colorate e dipinte con ricchi affreschi come nel caso delle Terme del Foro (Pompei), il laconicum era ricoperto sempre da un soffitto a cupola con un unico ingresso meridionale per l'apporto di luce.
Questa stanza nelle terme romane era adibita ai bagni di sudore mediante aria calda secca. Il calore contenuto nella praefurnia veniva sprigionato sia dalle  suspensurae, condotte poste al disotto del pavimento, che da fori nelle pareti perimetrali cave. Nel laconicum vi erano anche grandi bracieri ardenti che venivano regolati a piacimento in loco.
In esso, i romani si detergevano con lo strigile per poi passare a massaggi con olii caldi e unguenti profumati, operazione che veniva favorita dal bagno di sudore.
Il più grande laconicum ricordato nella storia è stato quello di Agrippa nei pressi del Pantheon a Roma, che presentava un diametro di oltre 23 metri.

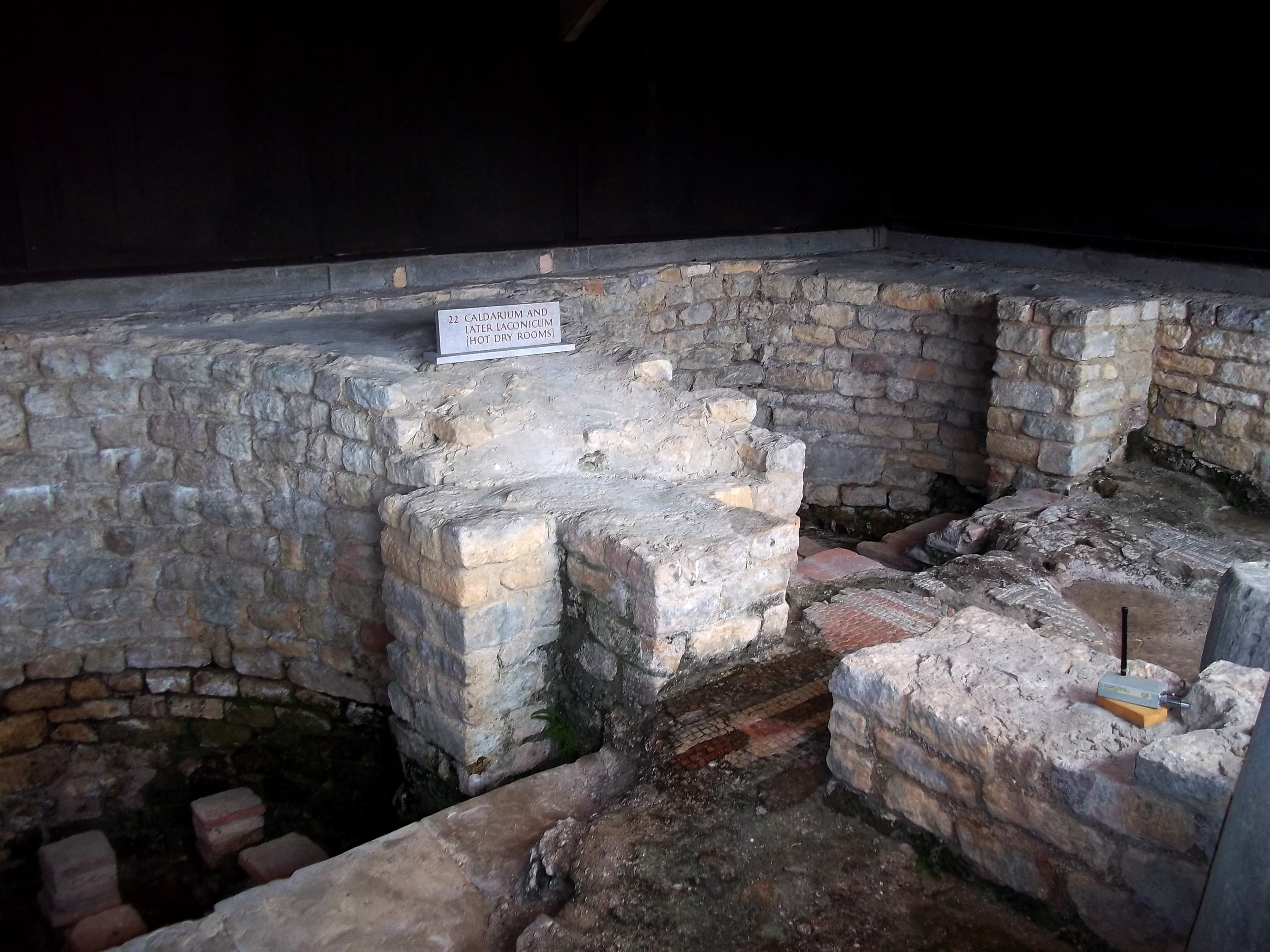
Laconicum nella villa romana di Chedworth